# Storiografia cinese
La storiografia cinese è lo studio delle tecniche e delle fonti usate dagli storici per elaborare la storia registrata della Cina.

## Panoramica della storia cinese
La registrazione della storia cinese risale alla dinastia Shang (1600-1046 a.C. circa). Sebbene non siano letteratura in quanto tale, sopravvivono molti esempi scritti di iscrizioni cerimoniali, divinazioni e registrazioni di nomi di famiglia, che furono scolpiti o dipinti su gusci di tartaruga od ossa. I più antichi testi di storia superstiti della Cina furono compilati nello Shujing (Libro dei documenti, 書 經). Il Chunqiu (Annali delle primavere e degli autunni, 春秋), la cronaca ufficiale dello stato di Lu, copre il periodo dal 722 al 481 a.C., e sono tra i primi testi storici cinesi sopravvissuti ad essere organizzati come annali. Le compilazioni di entrambe queste opere sono tradizionalmente attribuite a Confucio. Lo Zuo Zhuan (左傳), attribuito a Zuo Qiuming nel V secolo a.C., è la prima opera cinese di storia narrativa e copre il periodo dal 722 al 468 a.C. L'anonimo Zhan Guo Ce (戰 國策) era una rinomata opera storica cinese antica composta da materiali sporadici sul periodo degli Stati Combattenti tra il III e il I secolo a.C.
Il primo sistematico testo storico cinese, lo Shiji (Memorie di uno storico, 史記), fu scritto da Sima Qian (145 o 135-86 a.C.) sulla base del lavoro di suo padre, Sima Tan. Copre il periodo dal tempo dell'Imperatore Giallo fino alla vita dell'autore. A causa di questa opera altamente elogiata e frequentemente copiata, Sima Qian è spesso considerata il padre della storiografia cinese. Le Ventiquattro Storie (二十四史), le storie ufficiali delle dinastie considerate legittime dagli storici cinesi imperiali, copiavano tutte il formato di Sima Qian. In genere, i sovrani che avviavano una nuova dinastia impiegavano studiosi per compilare una storia definitiva dagli annali e dai registri della precedente.
Lo Shitong (史 通) fu la prima opera cinese sulla storiografia. Fu compilato da Liu Zhiji tra il 708 e il 710 d.C. Il libro descrive lo schema generale delle storie dinastiche ufficiali riguardo alla struttura, metodo, disposizione, sequenza, didascalia e commento che risalgono al periodo degli Stati Combattenti.
Lo Zizhi Tongjian (資治通鑑) fu un'opera di riferimento pionieristica della storiografia cinese. L'imperatore Yingzong dei Song ordinò a Sima Guang e ad altri studiosi di iniziare a compilare questa storia universale della Cina nel 1065, ed essi la presentarono al suo successore Shenzong nel 1084. Contiene 294 volumi e circa tre milioni di personaggi, e narra la storia della Cina dal 403 a.C. all'inizio della dinastia Song nel 959. Questo stile ruppe la tradizione quasi millenaria di Sima Qian, che impiegava annali per i regni imperiali, ma biografie o trattati per altri argomenti. Lo stile più coerente dello Zizhi Tongjian non fu seguito da storie ufficiali successive. A metà del XIII secolo, Ouyang Xiu fu pesantemente influenzato dall'opera di Xue Juzheng. Ciò portò alla creazione dello Xin Wudai Shi (Nuova Storia delle Cinque Dinastie, 新 五代 史), che coprì cinque dinastie in oltre 70 capitoli.
Verso la fine della dinastia Qing all'inizio del XX secolo, gli studiosi guardarono al Giappone e all'Occidente in cerca di modelli. Verso la fine del 1880, sebbene profondamente erudito sulle forme tradizionali, Liang Qichao iniziò a pubblicare ampi e influenti studi e polemiche che convertirono i giovani lettori a un nuovo tipo di storiografia che Liang considerava più scientifica. Liu Yizheng ha pubblicato diverse opere di storia specializzate, tra cui Storia della cultura cinese. I membri di questa nuova generazione divennero storici professionisti, che si formavano e insegnavano nelle università. Essi includevano Chang Chi-yun, Gu Jiegang, Fu Sinian e Tsiang Tingfu, che erano dottori di ricerca dell'Università della Columbia; e Chen Yinke, che condusse le sue indagini sulla storia medievale cinese sia in Europa che negli Stati Uniti. Altri storici, come Qian Mu, che si era formato in gran parte attraverso studi indipendenti, erano più conservatori ma rimanevano innovativi nella loro risposta alle tendenze mondiali. Negli anni 1920, studiosi di ampio respiro, come Guō Mòruò, adattarono il marxismo al fine di ritrarre la Cina come una nazione tra le nazioni, piuttosto che avere una storia esotica e isolata. Gli anni successivi videro storici come Wu Han dominare entrambe le teorie occidentali, incluso il marxismo e l'apprendimento cinese.

## Concetti chiave dell'organizzazione

### Ciclo dinastico
Come le tre età del poeta greco Esiodo, la più antica storiografia cinese considerava l'umanità come vivente in un'età decaduta di depravazione, esclusa dalle virtù del passato, mentre Confucio e i suoi discepoli veneravano i saggi re imperatore Yao e imperatore Shun.
Diversamente dal sistema di Esiodo, tuttavia, l'idea del Duca di Zhou del Mandato del Cielo come base razionale per detronizzare il presunto divino clan Zi, portò gli storici successivi a vedere la caduta dell'uomo come un modello ciclico. Secondo questa visione, una nuova dinastia è fondata da un fondatore moralmente onesto, ma i suoi successori non possono fare a meno di diventare sempre più corrotti e dissoluti. Questa immoralità rimuove il favore divino della dinastia e si manifesta con disastri naturali (in particolare alluvioni), ribellioni e invasioni straniere. Alla fine, la dinastia diventa abbastanza debole da essere sostituita da una nuova, il cui fondatore è in grado di correggere molti dei problemi della società e ricominciare il ciclo. Nel corso del tempo, molte persone sentirono che non era possibile una correzione completa e che l'età d'oro di Yao e Shun non poteva essere raggiunta.
Questa teoria teleologica implica che ci può essere solo un unico sovrano legittimo alla volta sotto il cielo. Così, malgrado il fatto che la storia cinese abbia avuto molti lunghi e controversi periodi di disunione, dagli storici ufficiali era fatto un grande sforzo per stabilire un legittimo precursore la cui caduta permetteva a una nuova dinastia di acquisire il suo mandato. Allo stesso modo, indipendentemente dai meriti particolari dei singoli imperatori, i fondatori sarebbero stati ritratti in termini più elogiativi, e l'ultimo sovrano di una dinastia sarebbe sempre stato criticato aspramente come depravato e indegno, anche quando non era così. Tale narrazione fu impiegata dopo la caduta dell'impero, da coloro che compilarono la storia dei Qing e da coloro che giustificarono i tentativi di restaurazione del sistema imperiale di Yuan Shikai e Zhang Xun.

### Storia multietnica
Già negli anni '30, lo studioso americano Owen Lattimore sosteneva che la Cina era il prodotto dell'interazione tra società agricole e pastorali, piuttosto che semplicemente l'espansione del popolo cinese Han. Lattimore non accettò le più estreme teorie sino-babiloniane che gli elementi essenziali della prima tecnologia e religione cinese provenissero dall'Asia occidentale, ma fu tra gli studiosi che portò argomenti contro l'ipotesi che fossero stati tutti indigeni.
Sia la Cina nazionalista sia quella comunista ritenevano che la storia cinese dovesse includere tutti i gruppi etnici delle terre detenute dall'impero Qing (Zhonghua Minzu), e non solo la storia dei cinesi Han nella cosiddetta Cina propria, lo sciovinismo Han del Tongmenghui dell'era Qing. Questa visione ampliata comprendeva terre interne ed esterne tributarie e dinastie di conquista nella storia di una Cina vista come una nazione multietnica coerente da tempo immemorabile, incorporando i contributi dei non Han alla storia cinese, incluse le dinasti un tempo considerate straniere, come i mongoli Yuan e i manciù Qing, così come la dinastia kitai dei Liao e quella jurchen dei Jin.
L'accettazione di questa visione da parte delle minoranze etniche dipende talvolta dalle loro opinioni sulle questioni attuali. Il XIV Dalai Lama, a lungo insistente sulla separazione della storia del Tibet da quella della Cina, ammise nel 2005 che il Tibet "fa parte della storia di 5.000 anni" della Cina come parte di una nuova proposta per l'autonomia tibetana. I nazionalisti coreani hanno reagito in modo virulento contro la domanda della Cina all'UNESCO per il riconoscimento delle tombe di Goguryeo in territorio cinese. L'assoluta indipendenza di Goguryeo è un aspetto centrale dell'identità coreana, perché, secondo la leggenda coreana, Goguryeo era indipendente dalla Cina e dal Giappone, rispetto a stati subordinati come la dinastia Joseon e l'Impero coreano. L'eredità di Gengis Khan è stata contestata tra Cina, Mongolia e Russia, tutti e tre gli stati avendo un numero significativo di Mongoli etnici all'interno dei loro confini e detenendo il territorio conquistato dal Khan.
La tradizione della dinastia Jin di una dinastia subentrante che scrive la storia ufficiale di quella immediatamente precedente è stata vista promuovere un'interpretazione etnicamente inclusiva della storia. La compilazione di storie ufficiali comportava in genere un lavoro intellettuale monumentale. Le dinastie Yuan e Qing, che potrebbero essere considerate straniere, hanno eseguito fedelmente questa pratica, scrivendo le storie ufficiali in lingua cinese delle dinastie Song e Ming dominate dagli Han, rispettivamente. Se queste due famiglie imperiali non Han non avessero pensato a sé stesse come se stessero continuando il Mandato del Cielo del Regno di mezzo, sarebbe difficile spiegare perché abbiano mantenuto la costosa tradizione. Così, ogni dinastia non Han si considerava legittima detentrice del Mandato del Cielo, il che legittimava il ciclo dinastico indipendentemente dal contesto sociale o etnico.
Recenti studiosi occidentali hanno reagito contro la narrazione etnicamente inclusiva della storia sponsorizzata dai comunisti, scrivendo storie revisioniste della Cina che sono caratterizzate, secondo James A. Millward, da "un grado di 'partigianeria' per i perdenti indigeni della storia di frontiera". Sta crescendo l'interesse accademico per scrivere sulle minoranze cinesi da prospettive non cinesi.

### Marxismo
La maggior parte della storia cinese pubblicata nella Repubblica popolare cinese si basa su un'interpretazione marxista della storia. Queste teorie furono applicate per la prima volta negli anni 1920 da studiosi cinesi come Guō Mòruò, e divennero ortodosse negli studi accademici dopo il 1949. La visione marxista della storia è che la storia è governata da leggi universali e che secondo queste leggi una società attraversa una serie di fasi, con la transizione tra le fasi guidata dalla lotta di classe. Queste fasi sono:
- Società schiava
- Società feudale
- Società capitalista
- Società socialista
- La società comunista mondiale

La visione storica ufficiale all'interno della Repubblica Popolare Cinese associa ognuna di queste fasi a un'era particolare della storia cinese.
- Società schiava: dagli Xia agli Shang
- Società feudale (decentralizzata) - dagli Zhou ai Sui
- Società feudale (burocratica) - dai Tang alla Prima guerra dell'oppio
- Società feudale (semi-coloniale) - dalla Prima guerra dell'oppio alla fine della dinastia Qing
- Società capitalista - era repubblicana
- Società socialista - Repubblica Popolare Cinese dal 1949 ad oggi

A causa della forza del Partito Comunista Cinese e dell'importanza dell'interpretazione marxista della storia nel legittimare il suo dominio, fu per molti anni difficile per gli storici della RPC argomentare attivamente a favore di interpretazioni non marxiste e antimarxiste della storia. Tuttavia, questa restrizione politica è meno limitante di quanto possa apparire in quanto il quadro storico marxista è sorprendentemente flessibile, ed è piuttosto semplice modificare una teoria storica alternativa per usare un linguaggio che almeno non mette in discussione l'interpretazione marxista della storia.
In parte a causa dell'interesse di Mao Zedong, gli storici degli anni 1950 si interessarono in modo particolare al ruolo delle rivolte contadine nella storia cinese e compilarono storie documentarie per esaminarle.
Ci sono diversi problemi associati all'imposizione della cornice di Marx, basata sull'Europa, sulla storia cinese. Primo, la schiavitù esistette per tutta la storia della Cina, ma mai come forma primaria di lavoro. Mentre la dinastia Zhou e quelle precedenti possono essere etichettate come feudali, le dinastie successive furono molto più centralizzate di quanto Marx abbia analizzato essere le loro controparti europee. Per spiegare la discrepanza, i marxisti inventarono il termine "feudalesimo burocratico". Il posizionamento dei Tang come l'inizio della fase burocratica si basa in gran parte sulla sostituzione delle reti di mecenatismo con gli esami imperiali. Alcuni analisti di sistemi mondiali, come Janet Abu-Lughod, sostengono che l'analisi delle onde di Kondratiev mostra che il capitalismo sorse per la prima volta nella dinastia Song, anche se il commercio diffuso fu successivamente interrotto e poi contingentato.
Lo studioso giapponese Tanigawa Michio, scrivendo negli anni 1970 e 1980, si proponeva di rivedere le concezioni generalmente marxiste della Cina prevalenti nel Giappone del dopoguerra. Tanigawa scrive che gli storici in Giappone ricadevano in due scuole. Una sosteneva che la Cina seguisse il modello europeo prestabilito che i marxisti pensavano fosse universale; cioè dall'antica schiavitù al feudalesimo medievale al capitalismo moderno; mentre un altro gruppo sosteneva che "la società cinese era straordinariamente satura di stagnazione, rispetto all'Occidente" e supponeva che la Cina esistesse in un "mondo storico qualitativamente diverso dalla società occidentale". Cioè, c'è una discussione tra coloro che vedono "la storia del mondo unilineare, monistica" e coloro che concepiscono una "storia del mondo con due percorsi o multi-percorsi". Tanigawa esaminò le applicazioni di queste teorie negli scritti giapponesi sulla storia cinese e poi le testò analizzando il periodo delle Sei Dinastie (220-589 d.C.), che gli storici marxisti consideravano come feudale. La sua conclusione fu che la Cina non aveva feudalesimo nel senso che i marxisti usavano, che i governi militari cinesi non portavano a un'aristocrazia militare di stampo europeo. Il periodo stabilì modelli sociali e politici che modellarono la storia della Cina da quel momento in poi.
Ci fu un graduale rilassamento dell'interpretazione marxista dopo la morte di Mao nel 1976, che fu accelerato dopo la protesta di piazza Tiananmen e altre rivoluzioni del 1989, che danneggiarono la legittimità ideologica del marxismo agli occhi degli accademici cinesi.

### Modernizzazione
Questa visione della storia cinese vede la società cinese come una società tradizionale che ha bisogno di diventare moderna, di solito con l'assunto implicito della società occidentale come modello. Un simile punto di vista era comune tra gli studiosi britannici e francesi durante il XIX e l'inizio del XX secolo, ma ora viene generalmente respinto come eurocentrismo o addirittura razzismo, dal momento che tale visione consente una giustificazione implicita per rompere la società dal suo passato statico e portarla nel mondo moderno sotto la direzione europea.
Verso la metà del XX secolo, era sempre più chiaro agli storici che la nozione di "Cina immutabile" era insostenibile. Un nuovo concetto, reso popolare da John K. Fairbank, era la nozione di "cambiamento nella tradizione", secondo cui la Cina sarebbe cambiata nel periodo pre-moderno, ma questo cambiamento esisteva all'interno di certe tradizioni culturali. Questa nozione è stata anche oggetto della critica che dire "la Cina non è cambiata radicalmente" è tautologico, poiché richiede che si cerchino le cose che non sono cambiate e quindi si definiscano arbitrariamente quelle come fondamentali.
Nondimeno, gli studi che vedono l'interazione della Cina con l'Europa come forza trainante della sua storia recente sono ancora comuni. Tali studi potrebbero considerare la Prima guerra dell'oppio come il punto di partenza per il periodo moderno della Cina. Gli esempi includono le opere di H.B. Morse, che scrisse cronache delle relazioni internazionali della Cina come Trade and Relations of the Chinese Empire (Commercio e relazioni dell'Impero cinese).
Negli anni 1950, alcuni studenti di Fairbank sostenevano che il confucianesimo era incompatibile con la modernità. Joseph Levenson, Mary C. Wright e Albert Feuerwerker sostenevano in effetti che i valori tradizionali cinesi erano un ostacolo alla modernità e avrebbero dovuto essere abbandonati prima che la Cina potesse progredire. Wright concluse: "Il fallimento della restaurazione T'ung-chih [Tongzhi] dimostrò con una rara chiarezza che persino nelle circostanze più favorevoli non c'è modo in cui uno stato moderno efficace possa essere innestato su una società confuciana. Eppure, nei decenni successivi, alle idee politiche che erano state testate e, con tutta la loro grandiosità, erano state trovate carenti, non fu mai data una sepoltura decente".
In una diversa visione della modernizzazione, lo storico giapponese Naito Torajiro sostenne che la Cina raggiunse la modernità durante il suo periodo medio imperiale, secoli prima dell'Europa. Egli credeva che la riforma del servizio pubblico in un sistema meritocratico e la scomparsa dell'antica nobiltà cinese dalla burocrazia costituissero una società moderna. Il problema associato a questo approccio è il significato soggettivo della modernità. La nobiltà cinese era in declino sin dalla dinastia Qin, e mentre gli esami erano in gran parte meritocratici, le prestazioni richiedevano tempo e risorse, il che significava che gli esaminati erano ancora tipicamente della nobiltà. Inoltre, la competenza nei classici confuciani non garantiva burocrati competenti quando si trattava di gestire lavori pubblici o di preparare un budget. L'ostilità confuciana al commercio collocava i mercanti in fondo alle quattro occupazioni, a sua volta un arcaismo mantenuto dalla devozione ai testi classici. L'obiettivo sociale continuava ad essere quello di investire nella terra e di entrare nella nobiltà, idee più simili a quelle dei fisiocratici che a quelle di Adam Smith.

### Dispotismo idraulico
Con idee derivate da Marx e Max Weber, Karl August Wittfogel affermò che la burocrazia in Cina nacque per gestire i sistemi di irrigazione. Il dispotismo era necessario per costringere le persone a costruire canali, dighe e corsi d'acqua per aumentare l'agricoltura. Yu il Grande, uno dei fondatori leggendari della Cina, è noto per il suo controllo delle inondazioni del Fiume Giallo. L'impero idraulico produce ricchezza dalla sua stabilità; mentre le dinastie possono cambiare, la struttura rimane intatta fino a quando non viene distrutta dale potenze moderne. In Europa abbondanti piogge significavano meno dipendenza dall'irrigazione. In Oriente le condizioni naturali erano tali che la maggior parte della terra non poteva essere coltivata senza grandi opere di irrigazione. Poiché solo un'amministrazione centralizzata poteva organizzare la costruzione e la manutenzione di sistemi di irrigazione su larga scala, la necessità di tali sistemi rese il dispotismo burocratico inevitabile nelle terre orientali.
I critici della teoria di Wittfogel sottolineano che alla gestione delle risorse idriche fu attribuito lo status elevato che la Cina accordava ai funzionari che si occupavano di tasse, rituali o di combattere contro i banditi. La teoria ha anche una forte inclinazione orientalista, che considera tutti gli stati asiatici come generalmente uguali, pur trovando ragioni per cui le entità statuali europee non si adattano allo schema.
Mentre le teorie di Wittfogel non erano popolari tra gli storici marxisti in Cina, l'economista Chi Ch'ao-ting le usò nel suo influente libro del 1936, Key Economic Areas in Chinese History, as Revealed in the Development of Public Works for Water-Control (Aree economiche chiave della storia cinese, come rivelato nello sviluppo di opere pubbliche per il controllo delle acque). Il libro identificava aree chiave della produzione di cereali che, quando erano controllate da un forte potere politico, consentivano a quel potere di dominare il resto del paese e di imporre periodi di stabilità.

### Convergenza
La teoria della convergenza, inclusa la teoria dell'involuzione di Hu Shih e Ray Huang, sostiene che gli ultimi 150 anni siano stati un periodo in cui la civiltà cinese e occidentale sono state in procinto di convergere in una civiltà mondiale. Tale visione è pesantemente influenzata dalla teoria della modernizzazione ma, nel caso della Cina, è anche fortemente influenzata da fonti indigene come la nozione di Shijie Datong o "Grande Unità". Essa ha teso ad essere meno popolare tra gli storici più recenti, poiché gli storici occidentali postmoderni scartano le narrazioni generali, e gli storici nazionalisti cinesi hanno sentimenti simili riguardo alle narrazioni che non riescono a spiegare alcune caratteristiche speciali o uniche della cultura cinese.

### Antimperialismo
Strettamente collegate sono le narrazioni coloniali e antimperialiste. Queste spesso si fondono o sono parte di critiche marxiste provenienti dall'interno della Cina o dall'ex Unione Sovietica, o sono critiche postmoderne, come Orientalism (Orientalismo) di Edward Said, che incolpano l'accademia tradizionale per aver cercato di adattare le storie dell'Asia occidentale, meridionale ed orientale in categorie europee inadatte a loro. In particolare per quanto riguarda la Cina, T.F. Tsiang e John Fairbank utilizzarono gli archivi di nuova apertura negli anni 1930 per scrivere la storia moderna da un punto di vista cinese. Fairbank e Teng Ssu-yu curarono poi l'autorevole volume China's Response to the West (La risposta della Cina all'Occidente, 1953). Questo approccio fu attaccato per aver attribuito il cambiamento in Cina alle forze esterne. Negli anni 1980, Paul Cohen, uno studente di Fairbank, pubblicò un appello per una "storia della Cina centrata sulla Cina".

### Repubblicana
Le scuole di pensiero sulla rivoluzione del 1911 si sono evolute dai primi anni della Repubblica. La visione marxista vide gli eventi del 1911 come una rivoluzione borghese. Negli anni 1920, il partito nazionalista pubblicò una teoria di tre stadi politici basata sugli scritti di Sun Yat-sen:
- Unificazione militare - dal 1923 al 1928 (Spedizione del Nord)
- Tutela politica - dal 1928 al 1947
- Democrazia costituzionale - 1947 in poi

La critica più ovvia è la natura quasi identica della "tutela politica" e di una "democrazia costituzionale" che consisteva solo nella regola del partito unico fino agli anni 1990. Contro questo, Chen Shui-bian propose la sua teoria delle quattro fasi.

### Postmodernismo
Le interpretazioni postmoderne della storia cinese tendono a rifiutare la storia narrativa e si concentrano invece su un piccolo sottoinsieme della storia cinese, in particolare sulla vita quotidiana delle persone comuni in particolari luoghi o ambientazioni.

## Tendenze recenti
Dall'inizio del dominio comunista nel 1949 fino agli anni 1980, la dottrina storica cinese si concentrava in gran parte sulla vita contadina interpretata attraverso la teoria marxista della lotta di classe ufficialmente sanzionata. Dai tempi di Deng Xiaoping in poi, c'è stata una deriva verso una prospettiva nazionalista di ispirazione marxista, e la considerazione dello status internazionale contemporaneo della Cina è diventata di fondamentale importanza negli studi storici. L'attenzione attuale tende ad essere sulle specificità della civiltà nell'antica Cina e sul paradigma generale di come la Cina abbia risposto alle sfide duali delle interazioni con il mondo esterno e della modernizzazione nell'era post-1700. Da tempo abbandonato come punto focale di ricerca tra la maggior parte degli studiosi occidentali a causa dell'influenza del postmodernismo, questo rimane l'interesse primario per la maggior parte degli storici all'interno della Cina.
La fine del XX secolo e l'inizio del XXI secolo hanno visto numerosi studi sulla storia cinese che sfidano i paradigmi tradizionali. Il campo si sta evolvendo rapidamente, con molte nuove ricerche, spesso basate sulla consapevolezza che c'è gran parte della storia cinese che è sconosciuta o controversa. Ad esempio, un argomento attivo riguarda il fatto se il tipico contadino cinese nel 1900 vedesse migliorare la sua vita. Oltre alla consapevolezza che ci sono grosse lacune nella nostra conoscenza della storia cinese vi è l'uguale consapevolezza che ci sono enormi quantità di materiale di fonte primaria che non sono state ancora analizzate.
La recente ricerca occidentale sulla Cina è stata pesantemente influenzata dal postmodernismo e ha messo in discussione le narrazioni moderniste sull'arretratezza e la mancanza di sviluppo della Cina. Il desiderio di sfidare il preconcetto che la Cina del XIX secolo fosse debole, ad esempio, ha portato a un interesse scientifico per l'espansione Qing nell'Asia centrale. Di fatto, la ricerca postmoderna respinge in gran parte le grandi narrazioni, preferendo pubblicare studi empirici sulla socioeconomia, e sulle dinamiche politiche o culturali, delle comunità più piccole all'interno della Cina.
Gli studiosi stanno tentando di valutare il materiale delle fonti in modo più critico. Ad esempio, per molto tempo si era ipotizzato che la Cina imperiale non avesse alcun sistema di diritto civile perché i suoi codici di diritto non prevedevano esplicitamente azioni legali civili. Tuttavia, studi più recenti, utilizzando le registrazioni dei magistrati civili, suggeriscono che un sistema ben sviluppato di diritto civile cinese interpretasse le disposizioni del codice penale per consentire le cause di azione civile. In un altro esempio, gli intellettuali della media dinastia Qing fecero dichiarazioni ostili sul commercio; ma studi recenti, usando fonti come diari dei magistrati e documenti genealogici, mostrano che queste affermazioni non dovrebbero essere prese alla lettera, e che i commercianti esercitavano una forte influenza sulle politiche del governo. La divisione tra il mondo del commerciante e il funzionario era molto più porosa di quanto si credesse una volta. In effetti, vi è consenso crescente sul fatto che le dichiarazioni contro i mercanti dei medi Qing registrano una crescita del potere e dell'influenza dei mercanti piuttosto che il contrario.
Gli studiosi stanno anche tentando di valutare prove documentali nuove e precedentemente trascurate, come masse di archivi governativi e di famiglia e documenti economici come i registri delle tasse di censimento, i registri dei prezzi e le rilevazioni dei terreni. Inoltre, i manufatti come i romanzi vernacolari, i manuali di istruzioni e i libri per bambini vengono analizzati per trovare indizi sulla vita di tutti i giorni.
Tuttavia, la cultura storica cinese rimane in gran parte nazionalista e modernista o persino tradizionalista. Le eredità della scuola modernista (come Lo Hsiang-lin) e la scuola tradizionalista (come Chien Mu) rimangono forti nei circoli cinesi. Le opere più moderniste si concentrano sui sistemi imperiali in Cina e impiegano il metodo scientifico per analizzare le epoche delle dinastie cinesi da manufatti geografici, genealogici e culturali: ad esempio, utilizzando la datazione al carbonio-14 e registrazioni geografiche per correlare i climi con cicli di calma e calamità nella storia cinese. La scuola di studio tradizionalista ricorre alle registrazioni ufficiali imperiali e alle opere storiche colloquiali e analizza l'ascesa e la caduta di diverse dinastie usando la filosofia confuciana, anche se modificata da una prospettiva di amministrazione istituzionale.